# Rolando Antonio Pérez Fernández
Rolando Antonio Pérez Fernández (n. Santiago de Cuba, Cuba, 1947) es un musicólogo, violonchelista y profesor cubano.

## Formación académica
Rolando Pérez inició sus estudios musicales en Santiago de Cuba, donde también comenzó su carrera como violonchelista bajo la tutela del Maestro Ernesto Xancó. En 1976 se graduó de Nivel Medio de Música en la especialidad de violonchelo, en el Conservatorio “Amadeo Roldán” de La Habana. Ese mismo año, tras la creación del Instituto Superior de Arte (ISA), así como también de la cátedra de Musicología en dicha institución, Rolando Pérez comienza sus estudios en esa área, la cual fue fundada y dirigida por el musicólogo Argeliers León En 1981, Rolando Pérez culmina sus estudios y recibe el título de Licenciado en Música con especialización en Musicología en el Instituto Superior de Arte (ISA). En 1999 él recibe también el Título de Doctor en Ciencias del Arte, otorgado por la misma institución.

## Trabajo como violonchelista
Rolando Pérez se desempeñó como violonchelista en la Orquesta Sinfónica Nacional de Cuba entre los años 1969 y 1981, así como entre 1987 y 1992.
Además, él ha participado en ensambles y grabaciones de música de concierto y música popular tales como: Cuarteto de cuerdas por Carlos Malcolm, y “El ropavejero,” por Francisco Barrios “El Mastuerzo”, junto con el grupo mexicano de rock’n roll “Botellita de Jerez”.

## Trabajo como musicólogo
Como investigador en el área de musicología, Rolando Pérez laboró en el Centro de Investigación y Desarrollo de la Música Cubana entre los años 1981 y 1987. El también ha participado como ponente en numerosos congresos y conferencias, entre los que se encuentran: el Coloquio Interdisciplinario sobre Ritmo, Universidad de Salamanca (1993), el Encuentro Latinoamericano sobre Religión y Etnicidad, Universidad Javeriana, Bogotá (1996), el International Conference “Musical Cultures of Latin America: Global Effects, Past and Present”, UCLA (1999), el Society for Ethnomusicology South East and Caribbean Chapter Annual Meeting, FSU, Tallahassee, Florida (2002), el Congreso Internacional de la Asociación Latinoamericana de Estudios Afroasiáticos, UNAM/Colegio de México, México DF (2003), el Congreso de la IASPM Rama Latinoamericana, La Habana 2006, y el II Congreso Venezolano de Música Popular, Caracas (2006).

## Trabajo como profesor
Desde 1993 hasta el momento presente, Rolando Pérez ejerce la docencia en el área de Etnomusicología de la Escuela Nacional de Música de la Universidad Nacional Autónoma de México, donde actualmente posee el nombramiento de Profesor de Tiempo Completo, Titular “A” Interino.

## Publicaciones
A lo largo de su carrera como musicólogo e investigador, Rolando Pérez ha publicado los libros "La binarización de los ritmos ternarios africanos en América Latina" (Casa de las Américas, La Habana, 1987) y "La música afromestiza mexicana" (Universidad Veracruzana, Xalapa (Veracruz), 1990. El primero de ambos libros (merecedor del premio de musicología “Casa de las Américas” en el 1982) propone una teoría enraizada en la problemática musicológica de Latinoamérica y una metodología que es factible de ser desarrollada en estudios comparativos que se realicen en el continente. Este texto comprende tres capítulos en los que el autor comienza abordando aspectos generales de la presencia del africano en América Latina, su aportación musical y las circunstancias histórico-sociales de esos procesos. En el segundo capítulo detalla el estudio del ritmo africano y su sincretismo con el sistema rítmico hispánico. En el tercer capítulo desarrolla sus criterios sobre lo que denomina proceso de binarización de los ritmos ternarios africanos, sus comportamientos específicos y las consecuencias de este proceso para el desarrollo de la cultura musical en Cuba y la América Latina. Sus reflexiones están ilustradas con una gran cantidad de ejemplos musicales. En su segundo libro, Pérez Fernández se propone como objetivo demostrar la importancia de la contribución africana a la integración de la música tradicional de México, así como proporcionar elementos que tiendan a corroborar, en el terreno musicológico, los planteamientos del antropólogo mexicano Gonzalo Aguirre Beltrán en el sentido de que la música mestiza o criolla de México es fundamentalmente el resultado de la transculturación entre españoles y negros. Asimismo, este autor ha escrito alrededor de una veintena de artículos y capítulos de libros, no solo enfocados a la investigación del aporte musical africano en Latinoamérica, sino que también ha extendido sus intereses a la Lingüística, la Epistemología, la Historia y la contribución del acervo musical chino a la cultura cubana.
En estas áreas de estudio deben mencionarse trabajos como:
- La corneta china (suona) en Cuba: Una contribución asiática trascendente.[7]
- De China a Cuba: una mirada a su etnomusicología,[8]
- El culto a la Guadalupe entre los indios de El Caney,[9]
- Notas en torno al origen kimbundu de la voz fandango.[10]
- El verbo chingar: una palabra clave[11]
- El Chuchumbé y la buena palabra (partes 1 y 2).[12]

La labor de Pérez Fernández constituye un referente importante para las investigaciones actuales y futuras enfocadas al estudio de la influencia africana sobre la música de Latinoamérica. En este sentido sus ideas, artículos y libros, han sido comentados, citados y reseñados dentro y fuera del continente Americano por varios investigadores destacados tales como: Steven Loza, James Robbins, José Jorge de Carvalho, Isabel Aretz, Kofi Agawu, Ángel G. Quintero Rivera, Juan Pablo González, Antonio García de León, Helmut Enrique Greiner, Carlos Reynoso y Gonzalo Aguirre Beltrán, entre otros.